# دنور ناگتس
دنور ناگتس، به (انگلیسی Denver Nuggets) یکی از تیم‌های حاضر اتحادیه ملی بسکتبال آمریکا است و مقر آن در دنور ایالت کلرادو قرار دارد. این تیم در تقسیم بندی تیم های ان بی ای در منطقه جنوب غرب کنفرانس غرب قرار دارد. دنور ناگتس در سال ۲۰۲۳ برای اولین بار در تاریخ خود قهرمان اتحادیه ملی بسکتبال آمریکاNBA شد.

## تاریخچه
تیم دنور در سال ۱۹۶۷ و با نام Denver Larks تاسیس شد و عضوی از لیگ ABA بود اما نام آن پیش از آغاز اولین فصل،به راکتس تغییر کرد.در سال ۱۹۷۴ و پیش از آنکه لیگ های ABA و NBA ادغام شوند،نام این تیم بار دیگر به ناگتز تغییر کرد.این تیم به فینال سال ۱۹۷۶ لیگ ABA راه یافت اما در فینال مغلوب تیم نیویورک نتز شد.در سال ۷۶ و با ادغام دو لیگ NBA و ABA آنها به ان بی ای پیوستند و یک دوره زمانی موفق را پشت سر گذاشتند.تیم ناگتز در سال های دهه ۱۹۸۰ برای ۹ فصل متوالی به مرحله پلی آف رقابت ها راه یافت.

## نگارخانه

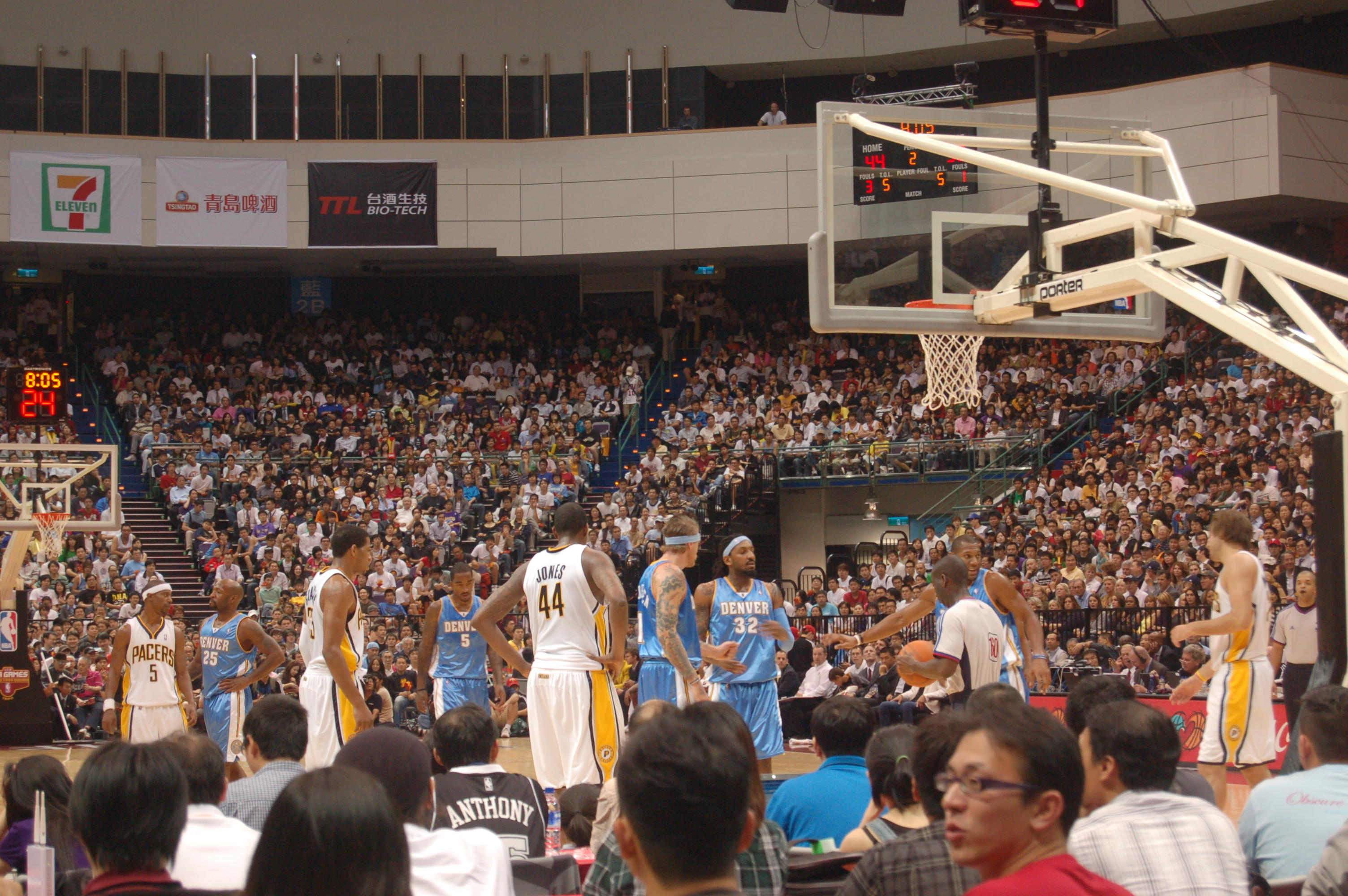
در مصاف با ایندیانا پیسرز
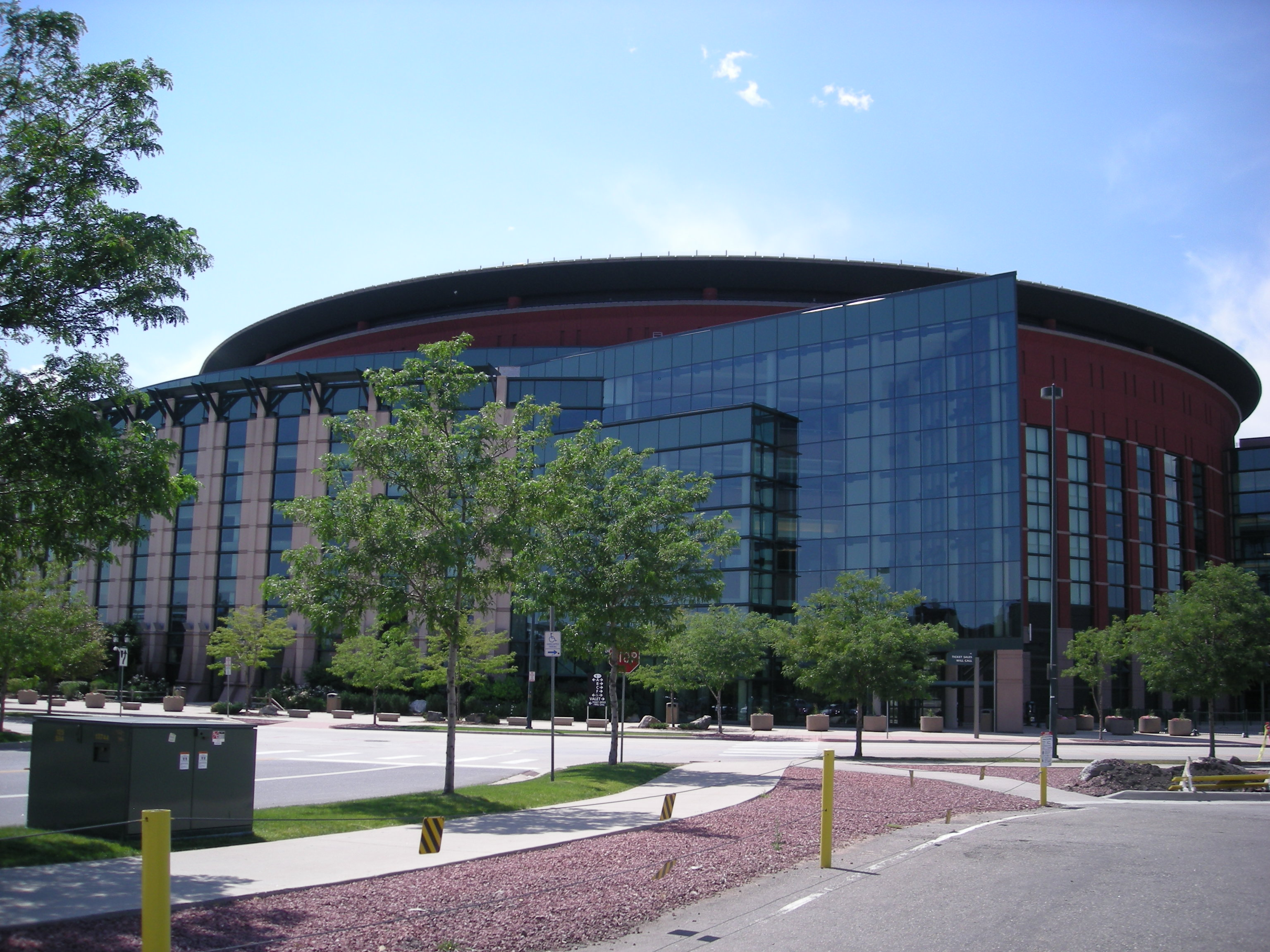
ورزشگاه تیم ناگتس
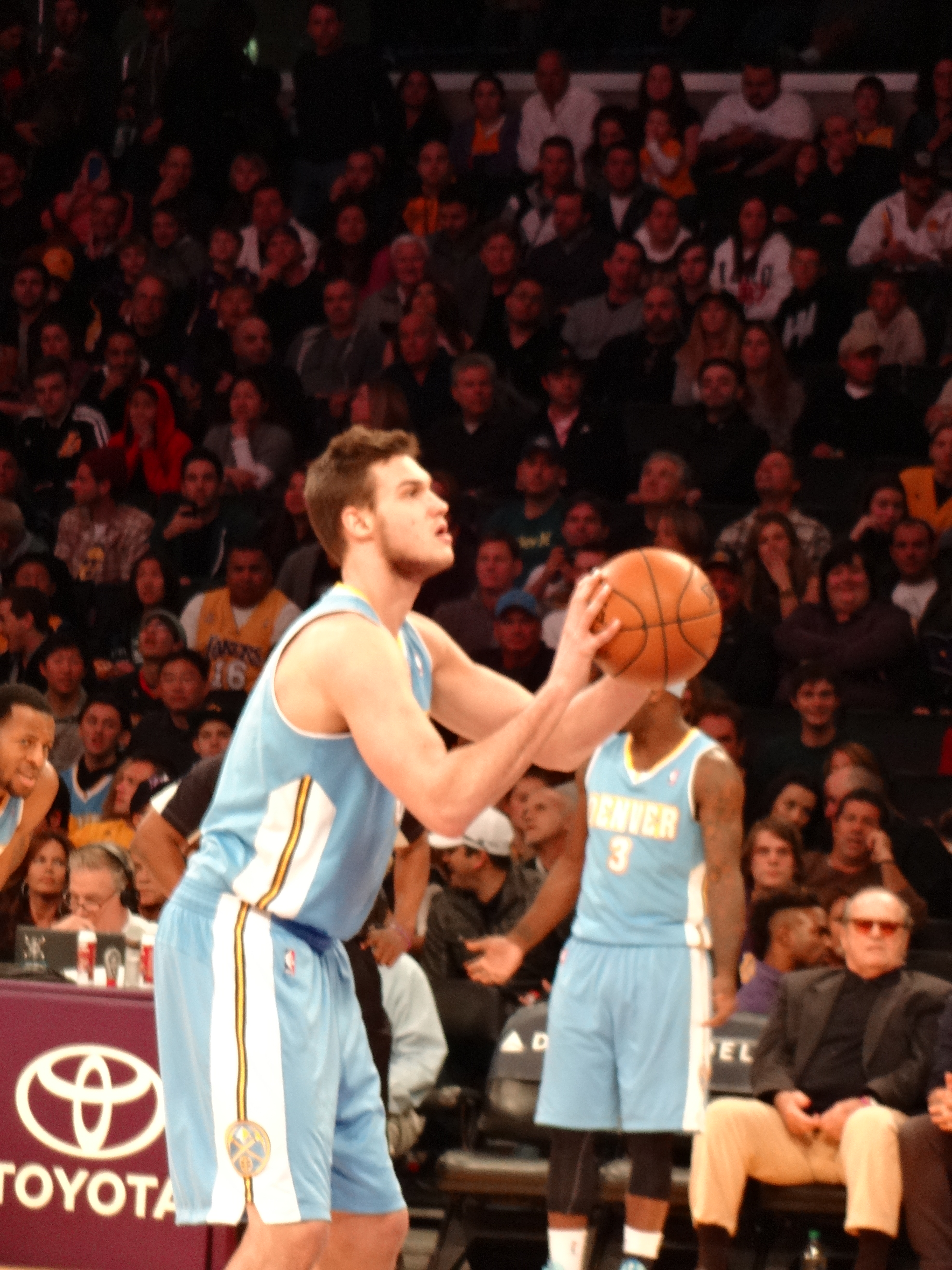

## طرفداران
در میان مشاهیر، سازندگان ساوت پارک (تری پارکر و مت استون) از طرفداران بزرگ این تیم محسوب می‌گردند.

## وبگاه رسمی
- Denver Nuggets